# Кресса (провінція Новара)
Кресса (італ. Cressa, п'єм. Creussa) — муніципалітет в Італії, у регіоні П'ємонт,  провінція Новара.
Кресса розташована на відстані близько 530 км на північний захід від Рима, 95 км на північний схід від Турина, 24 км на північ від Новари.
Населення — 1607 осіб (2014).
Щорічний фестиваль відбувається останньої неділі липня. Покровитель — San Prospero.

## Демографія
Населення за роками:

Станом на 1 січня 2023 року в муніципалітеті офіційно проживали 84 іноземці з 20 країн, серед них 11 громадян країн Євросоюзу та 12 громадян України.

## Сусідні муніципалітети
- Богоньо
- Боргоманеро
- Фонтането-д'Агонья
- Суно